# Bicinicco
Bicinicco – miejscowość i gmina we Włoszech, w regionie Friuli-Wenecja Julijska, w prowincji Udine.
Według danych na rok 2004 gminę zamieszkiwały 1832 osoby, 122,1 os./km².